# Cultura do Rio Grande do Sul

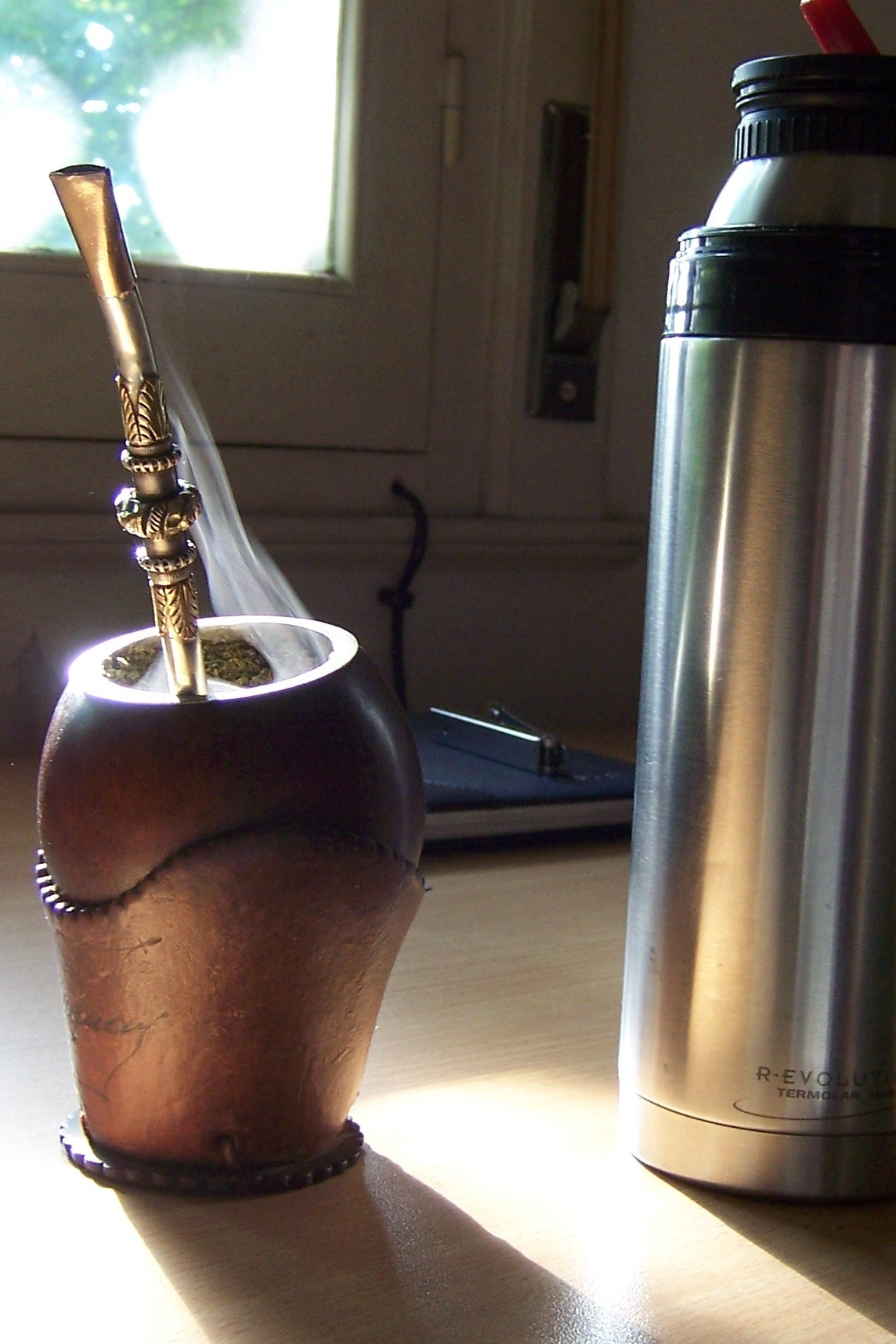
O chimarrão.

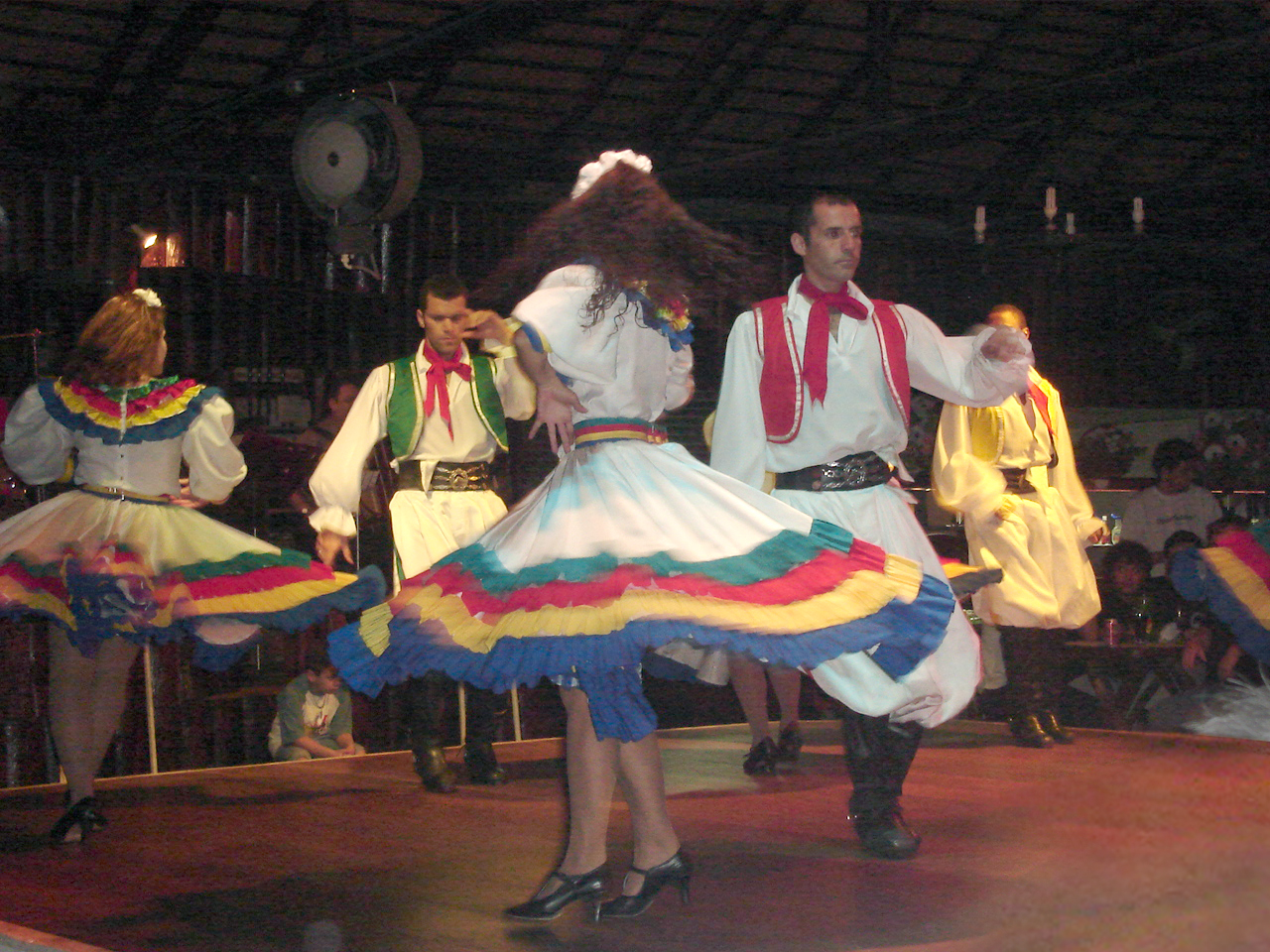
Gaúchos engajados em dança típica.

A cultura do Rio Grande do Sul refere-se ao conhecimento, a arte, as crenças, a lei, a moral, os costumes e todos os hábitos e aptidões do povo do Rio Grande do Sul. De uma forma sucinta, pode-se analisar a cultura local como resultante de duas vertentes: a primeira com raízes nos povos indígenas que habitavam o pampa; a outra vertente é resultado da colonização europeia, efetuada por colonos portugueses, espanhóis, mestiços originários de outras regiões do Brasil-colônia, bandeirantes e africanos vindos para o Brasil como escravos até o século XIX. A miscigenação inicial entre portugueses e indígenas dá origem ao que seria denominado no século XIX como gaúcho. A partir do século XIX vieram ao Rio Grande grupos de imigrantes alemães, italianos e minorias de eslavos, judeus e libaneses.
A primeira vertente é marcada pela vida no campo e pela criação bovina. A cultura gaúcha, resultado da miscigenação destes elementos, nasceu na fronteira entre a Argentina, o Uruguai e o Sul do Brasil. Os primeiros colonos gaúchos viviam em uma sociedade seminômade, baseada na pecuária. Mais tarde, com o estabelecimento das fazendas de gado, acabaram por se estabelecer em grandes estâncias espalhadas pelos pampas. O gaúcho era mestiço de índio, português e espanhol e também africano, e a sua cultura foi bastante influenciada pela cultura dos índios guaranis, charruas e pelos colonos hispânicos.
Até o século XIX o Rio Grande do Sul tinha a quarta maior população de negros do Brasil, atrás apenas do Rio de Janeiro, São Paulo e Minas Gerais. No século XIX, em especial a partir dos anos 1850, quando é proibida a importação de escravos no Brasil, tem início uma grande mudança do perfil demográfico do estado, com a chegada de novos contingentes de imigrantes europeus. Esta migração para foi, em grande parte, incentivada pelo governo federal e pelas elites locais, tendo duas funções: diluir a identidade popular-local forjada na Revolução Farroupilha em torno da noção do gaúcho, com imigrantes de outras nacionalidades e, acelerar o projeto da elite portuguesa que passou a governar o Brasil a partir de 1808, de embranquecer o Brasil. Este último objetivo coincidia com os interesses de parcelas das elites locais brancas do Rio Grande do Sul no século XIX. Entre meados dos anos 1860 e 1880, grandes contingentes de mão-de-obra negra escrava foi substituída pela européia, quando parte dos escravos foi revendida para outras províncias do Brasil. Mesmo assim, os traços da cultura negra são presentes em várias regiões do Estado, como na metade sul e na zona metropolitana de Porto Alegre.
Os alemães começaram a se estabelecer ao longo do rio dos Sinos, a partir de 1824. Ali estabeleceram uma sociedade baseada na agricultura e na criação familiar, bem distinta dos grandes latifundiários gaúchos que habitavam os pampas. Até 1850, os alemães ganhavam facilmente as terras e se tornavam pequenos proprietários, porém, após essa data, a distribuição de terras no Brasil tornou-se mais restrita, impedindo a colonização de ser efetuada nas proximidades do Vale dos Sinos. A partir de então, os colonos alemães passaram a se expandir, buscando novas terras em lugares mais longes e levando a cultura da Alemanha para diversas regiões do Rio Grande do Sul. A colonização alemã se expandiu nas terras baixas, parando nas encostas das serras. Quem colonizou as serras do Rio Grande do Sul foram outra etnia: os italianos. Imigrantes vindos da Itália começaram a se estabelecer nas Serras Gaúchas a partir de 1875. A oferta de terras era mais restrita, pois a maior parte já estava ocupada pelos gaúchos ou por colonos alemães. Os italianos trouxeram seus hábitos e introduziram na região a vinicultura, ainda hoje a base da economia de diversos municípios gaúchos.

## Bibliotecas

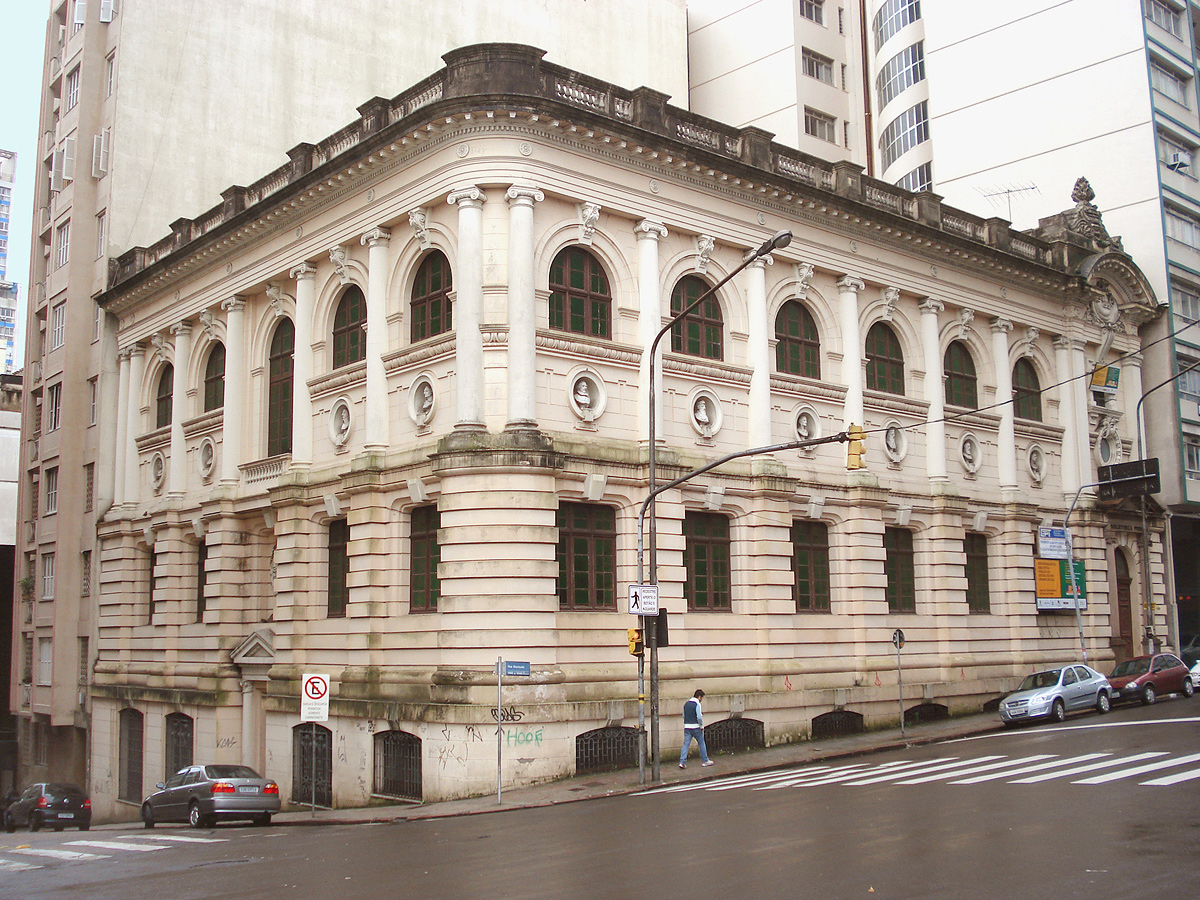
Biblioteca Pública do Estado do Rio Grande do Sul.

Das mais de duas mil bibliotecas existentes no estado as principais localizam-se na capital: Biblioteca Pública Estadual, Biblioteca do Exército, Biblioteca da Assembléia Legislativa do Estado, Biblioteca da Bolsa de Valores, Biblioteca da Faculdade de Direito da Universidade Federal do Rio Grande do Sul e Biblioteca do Colégio Anchieta. Sendo ainda que a biblioteca mais antiga do Estado, está localizada em Rio Grande, a Biblioteca Rio-Grandense.

## Entidades culturais
Entre os principais estabelecimentos de ensino gaúchos destacam-se a Universidade Federal do Rio Grande do Sul e a Pontifícia Universidade Católica do Rio Grande do Sul, ambas na capital; a Universidade de Passo Fundo (particular); a Universidade Federal de Pelotas; a Universidade Federal de Santa Maria; a Universidade do Vale do Rio dos Sinos (particular), em São Leopoldo; a Universidade de Caxias do Sul (particular).
Entre as associações culturais, destacam-se o Instituto Histórico do Rio Grande do Sul, que edita uma revista desde 1860, a Academia Rio-Grandense de Letras e a Associação de Imprensa, em Porto Alegre. Funciona na capital, subordinado à Secretaria de Educação e Cultura do estado, o Arquivo Histórico do Rio Grande do Sul.

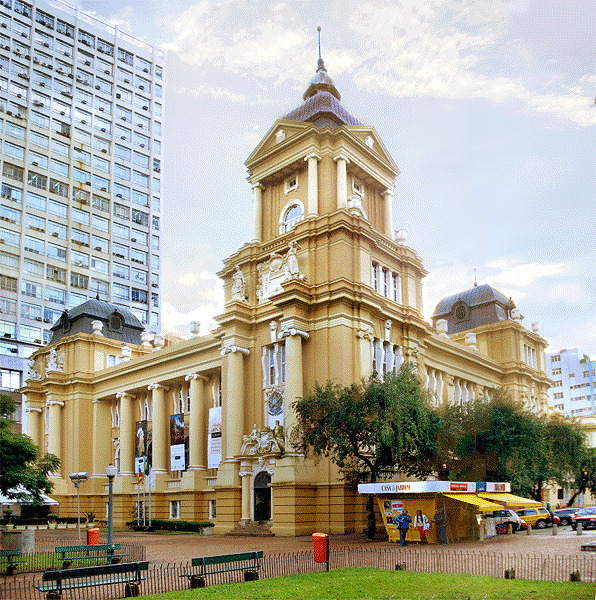
MARGS visto da Praça da Alfândega, em Porto Alegre.

## Museus
O Rio Grande do Sul é, atualmente, o estado com maior número de museus do Brasil, somando 66 espalhados em seu território. Os museus mais importantes do estado são o Júlio de Castilhos, o Museu de Armas General Osório, o Museu de Arte do Rio Grande do Sul, o Museu de Arte Sacra e o Museu Rio-Grandense de Ciências Naturais, na capital; o Museu do Centro de Tradições Gaúchas Rincão da Lealdade, de produtos, trajes e objetos regionais, em Caxias do Sul; o Museu Antropológico de Ijuí; o Museu Histórico de Pelotas; o Museu Oceanográfico de Rio Grande; o Museu Histórico Vítor Bersani, em Santa Maria; o Museu Barão do Santo Ângelo, em Rio Pardo; o Museu Farroupilha, em Triunfo, instalado no antigo Palácio do Governo Farroupilha; e o Museu Colonial Visconde de São Leopoldo, em São Leopoldo.

## Dialeto
Uma das características peculiares do noroeste do Rio Grande do Sul é a sua pluralidade linguística. Uma boa parcela da população é bilíngue, falando tanto a língua nacional como também um dos dialetos germânicos Hunsrik ou Pomerano,  línguas minoritárias históricas, presentes desde os primórdios de sua colonização. Apesar do grande número de falantes, devido ao forte desprestígio social acumulado com proibição da língua em um passado recente pelo Estado brasileiro (Vide Campanha de nacionalização), este dialeto alemão-riograndense presentemente está classificado como uma língua em perigo de extinção. No entanto, em tempos mais recentes vem desenvolvendo-se um crescente movimento social de revitalização desta língua minorizada nas chamadas mídias sociais e pelo meio das leis municipais para o ensino do Hunsrik e Pomerano nas redes de escolas municipais do ensino fundamental nas cidades Santa Maria do Herval, Nova Hartz, Estância Velha; somando o uso regular no municipio Chapada .